# Frederick Gardiner
Frederick Goldwin Gardiner, QC, LL.D (* 21. Januar 1895 in Toronto, Ontario; † 22. August 1983 in Toronto, Ontario) war ein kanadischer Politiker der Progressiv-konservativen Partei Kanadas, Rechtsanwalt und Geschäftsmann und von 1953 bis 1961 erster Präsident des Metropolitan Toronto,  dem Vorläufer des Metropolverbundes Greater Toronto Area.

## Leben
Frederick Gardiner wurde 1895 als eines von drei Kindern von David und Victoria Gardiner geboren. Nach der Grundschule besuchte er ab 1909 die öffentliche High School Parkdale Collegiate Institute. Erste politische Erfahrung sammelte er 1911, als er seinem Vater, der Mitglied der konservativen Partei war, bei einem Wahlkampf half. Gardiner begann 1913 an der University of Toronto zu studieren und wurde infolge des Ersten Weltkrieges 1916 als Offizier bei den Royal Flying Corps eingezogen. Wegen seines Kriegsdienstes brauchte er das vierte Jahr seines Studiums nicht abzuschließen und schrieb sich in die Law School Osgoode Hall ein. Er schloss 1920 sein Jurastudium mit Auszeichnung ab und praktizierte im Anschluss.
Seine politische Laufbahn begann 1934, als die Konservativen in den Wahlen auf Provinzebene eine Niederlage erlitten. Er trat im selben Jahr der Conservative Businessman's Association bei und kandidierte 1935 für den Abgeordnetensitz im Stadtrat von Forest Hill, heute einem nördlichen Bezirk von Toronto. In den 1940er Jahren begann die Stadt Toronto schnell bis an ihre Grenzen zu wachsen. Damit wurden Planungen zur strukturellen Neuordnung der Stadt notwendig. Gardiner ein engagierter Befürworter der Verschmelzung der Vororte Torontos mit der Stadt und wurde 1953 Präsident des neuen Verbundes Metropolitan Toronto. Während seiner Amtszeit trieb er mehrere städteplanerische Vorhaben an wie den Bau der beiden Stadtautobahnen Lakeshore Expressway und dem Don Valley Parkway. Außerdem wurde der Bau der Toronto Subway mit den zwei Linien Bloor-Danforth und University eröffnet. Er gilt während seiner Amtszeit als Präsident als einer der einflussreichsten Politiker für die Entscheidungen der Stadt Toronto. Der damalige Bürgermeister Nathan Phillips beschrieb ihn als sehr durchsetzungsstark wenn er von einer Sache überzeugt war.
Nach seiner Amtszeit als Präsident des Metropolitan Toronto wollte er im Januar 1962 wieder als Anwalt praktizieren. In Ermangelung genügender Rechtsfälle wechselte er in die Wirtschaft und wurde Direktor der Toronto-Dominion Bank. Er war damals mit 100.000 Aktien gleichzeitig ihr größter Eigner. Außerdem wurde er Vorstand von elf anderen Unternehmen.  Er hielt auch eine Reihe öffentlicher Ämter inne und war u. a. Kommissar der Energiegesellschaft Toronto Hydro, war Mitglied des Board of Governors der York University sowie Vizepräsident der Canadian National Exhibition. In den 1960er Jahren wurde sein gesundheitlicher Zustand zusehends schlechter und erhielt 1971 ein künstliches Hüftgelenk. 
Frederick Gardiner starb 88-jährig am 22. August 1983 und wurde im Mount-Pleasant-Friedhof in Toronto beerdigt. 
Gardiner war seit Oktober 1921 mit Audrey Seaman verheiratet und hatte zwei Kinder mit ihr.
Der von Gardiner vorangetriebene Lakeshore Expressway wurde ihm zu Ehren umbenannt.